# 16951 Carolus Quartus
16951 Carolus Quartus è un asteroide della fascia principale. Scoperto nel 1998, presenta un'orbita caratterizzata da un semiasse maggiore pari a 2,9940170 UA e da un'eccentricità di 0,0494442, inclinata di 11,08155° rispetto all'eclittica. Ha un diametro di 9,611 km.
È dedicato a Carlo IV di Lussemburgo, imperatore del Sacro Romano Impero.